# Eduardo Jiguchi
Eduardo Jiguchi Machicado (ur. 24 sierpnia 1970 w Santa Cruz) – boliwijski piłkarz występujący na pozycji środkowego obrońcy.

## Kariera klubowa
Jiguchi pochodzi z miasta Santa Cruz i jest wychowankiem tamtejszej drużyny Oriente Petrolero, do którego seniorskiego zespołu został włączony jako dziewiętnastolatek. Szybko został podstawowym zawodnikiem ekipy i już w swoim debiutanckim sezonie 1989 wywalczył ze swoim klubem wicemistrzostwo Boliwii. Rok później, podczas rozgrywek 1990, zdobył już tytuł mistrza kraju.
W 1991 roku przeszedł do najbardziej utytułowanego zespołu w ojczyźnie, Club Bolívar i wówczas także osiągnął kolejne mistrzostwo Boliwii. Sukces ten powtórzył też rok później, w rozgrywkach 1992, za to w 1993 roku wywalczył tytuł wicemistrzowski. W sezonie 1994 kolejny raz został mistrzem kraju, a w rozgrywkach 1996 i 1997 zdobywał odpowiednio piąte i szóste mistrzostwo. Ogółem w barwach Bolívaru rozegrał 256 spotkań w lidze, biorąc także kilkakrotnie udział w turnieju Copa Libertadores.
W 2000 roku Jiguchi przeszedł do niżej notowanego beniaminka najwyższej klasy rozgrywkowej, Mariscal Braun, którego barwy reprezentował do końca sezonu. W 2001 roku podpisał kontrakt z Club Jorge Wilstermann z siedzibą w mieście Cochabamba, lecz podobnie jak w Mariscal Braun nie zdobył z nim żadnego trofeum. W późniejszym czasie odszedł do The Strongest, z którym odniósł aż trzy tytuły mistrza Boliwii – w sezonie Apertura 2003, Clausura 2003 i Clausura 2004, odpowiednio piąty, szósty i siódmy w historii klubu, a siódmy, ósmy i dziewiąty w swojej karierze.
W 2005 roku Jiguchi występował w zespole Club Aurora, za to sezon 2006 rozegrał jako gracz Club Destroyers ze swojego rodzinnego miasta Santa Cruz. W 2007 roku występował w CD San José, z którym wywalczył dziesiąte w karierze mistrzostwo Boliwii, w sezonie Clausura. Zaraz po tym sukcesie zakończył karierę piłkarską w wieku 37 lat.

## Kariera reprezentacyjna
W 1987 roku Jiguchi został powołany do reprezentacji Boliwii U-17 na Młodzieżowe Mistrzostwa Świata w Kanadzie. Wystąpił wówczas w dwóch spotkaniach na trzy możliwe, a jego kadra narodowa nie zdołała wyjść z grupy, zajmując w niej ostatnie miejsce, po zanotowaniu remisu i dwóch porażek.
W seniorskiej reprezentacji Boliwii Jiguchi zadebiutował w 1991 roku, za kadencji selekcjonera Ramiro Blacutta i wówczas także znalazł się w składzie na turniej Copa América. Tam rozegrał trzy spotkania, a jego kadra nie zdołała wyjść z grupy. Sześć lat później również został powołany na Copa América, tym razem rozgrywany w jego ojczyźnie. Wówczas pełniący rolę gospodarzy Boliwijczycy, prowadzeni przez hiszpańskiego szkoleniowca Antonio Lópeza, zdołali dotrzeć aż do finału, przegrywając w nim ostatecznie z Brazylią, jednak Jiguchi nie miał żadnego udziału w tym osiągnięciu, gdyż nie wystąpił w tych rozgrywkach w żadnym meczu.
Jiguichi zanotował także występy w kadrze narodowej w eliminacjach do Mistrzostw Świata 1998 i eliminacjach do Mistrzostw Świata 2002, jednak Boliwia nie zdołała się zakwalifikować na żaden z tych mundiali. Po raz trzeci wziął udział w Copa América w 2001 roku, kiedy to wystąpił we wszystkich trzech spotkaniach, będąc podstawowym środkowym defensorem ekipy, za to jego kadra zakończyła swój udział w turnieju na fazie grupowej. Ogółem swój bilans w reprezentacji zamknął na osiemnastu rozegranych spotkaniach bez zdobytej bramki.